# Chiesa di Sant'Andrea (Civezzano)
La chiesa di Sant'Andrea è una chiesa sussidiaria a Magnago, frazione di Civezzano, in Trentino. La sua fondazione risale al XVI secolo.

## Storia
Sembra probabile che l'edificazione della chiesa risalga al XVI secolo e la prima citazione documentale che la riguarda si riferisce ad una visita pastorale che toccò anche l'abitato di Magnago nel 1697.
La decorazione degli interni, volta e controfacciata, è stata realizzata nel XX secolo.

## Descrizione
L'orientamento della chiesa, costruita nella parte alta dell'abitato, è verso est. 
La facciata è semplice, a capanna con copertura a due spioventi che, al centro, fanno innalzare la piccola torre campanaria. 
Il portale di accesso è con architrave e, sopra, è presente una finestra a semiluna.
La navata è unica. Accedendo dall'esterno si entra nel lato destro. La copertura è con volta a botte.